# Académie des sciences d'Albanie
L'Académie des sciences d'Albanie (en albanais : Akademia e Shkencave e Shqipërisë), fondée en 1972, est l'institution scientifique la plus importante d'Albanie. Dans les années 1980, plusieurs instituts de recherche créés à l'Université de Tirana ont été transférés sous la juridiction de l'Académie. L'institution comprend les scientifiques les plus éminents impliqués dans des centres de recherche et d'autres organisations à l'intérieur et à l'extérieur de l'Albanie. En 2009, l'Académie comptait 23 membres réguliers, 10 membres associés, un membre permanent et 26 membres d'honneur.
L'Académie faisait partie des dizaines d'académies scientifiques du monde qui ont approuvé en signant la Déclaration du sommet issue du Sommet sur la population de New Delhi de 1994.

## Membres notables actuels et passés

### Membres réguliers
- Skender Gjinushi[5]
- Albert Doja
- Fatos Kongoli[5]
- Beqir Méta[3],[5]
- Vasil Tolé[3],[5]
- Kosta Barjaba
- Auréla Anastasi
- Floresha Dado
- Nazim Gruda
- Anesti Kondili
- Efigjeni Kongjika
- Arben Merkoçi
- Petraq Petro
- Bashim Resuli
- Xhevahir Spahiu
- Jani Vangjeli
- Floran Vila
- Marenglen Verli
- Anila Paparisto

### Membres émérites
- Muzafer Korkuti
- Rexhep Mejdani
- Bardhyl Golemi

### Anciens membres notables
- Eqrem Çabej
- Shaban Demiraj
- Mentor Permeti
- Jorgo Bulo